# Stenocactus coptonogonus
Stenocactus coptonogonus là một loài thực vật có hoa trong họ Cactaceae. Loài này được (Lem.) A. Berger ex A.W. Hill miêu tả khoa học đầu tiên.

## Hình ảnh

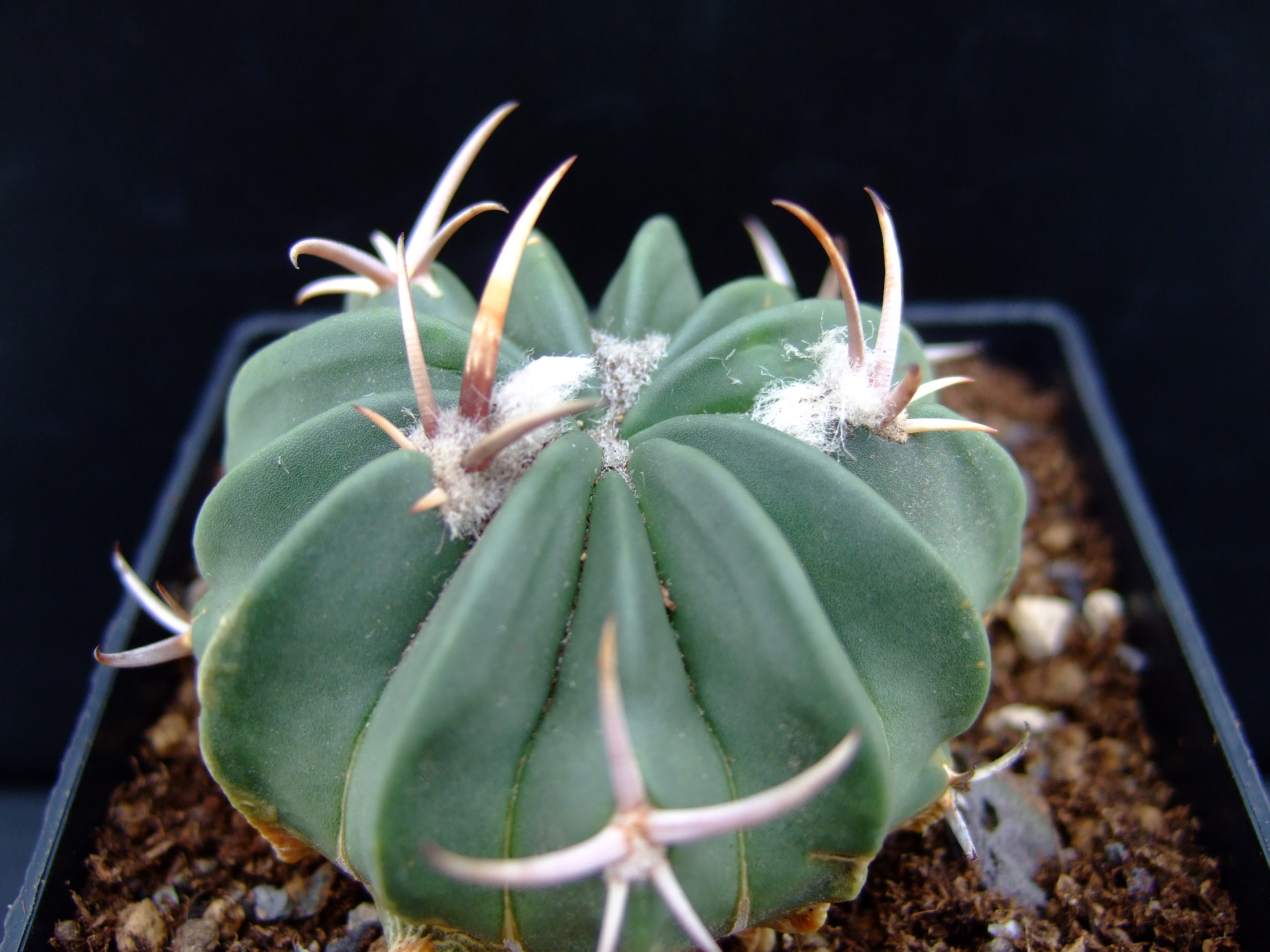
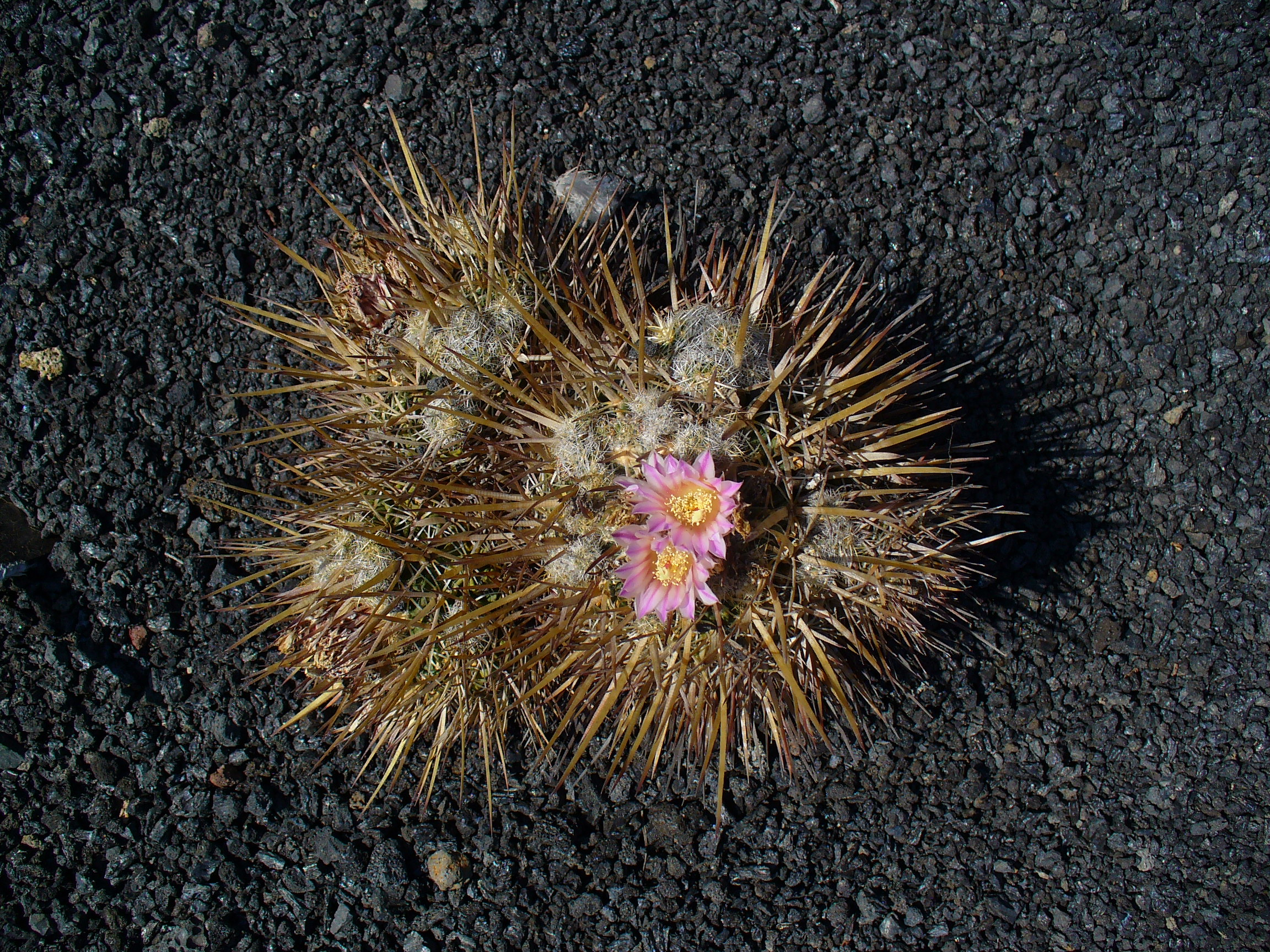
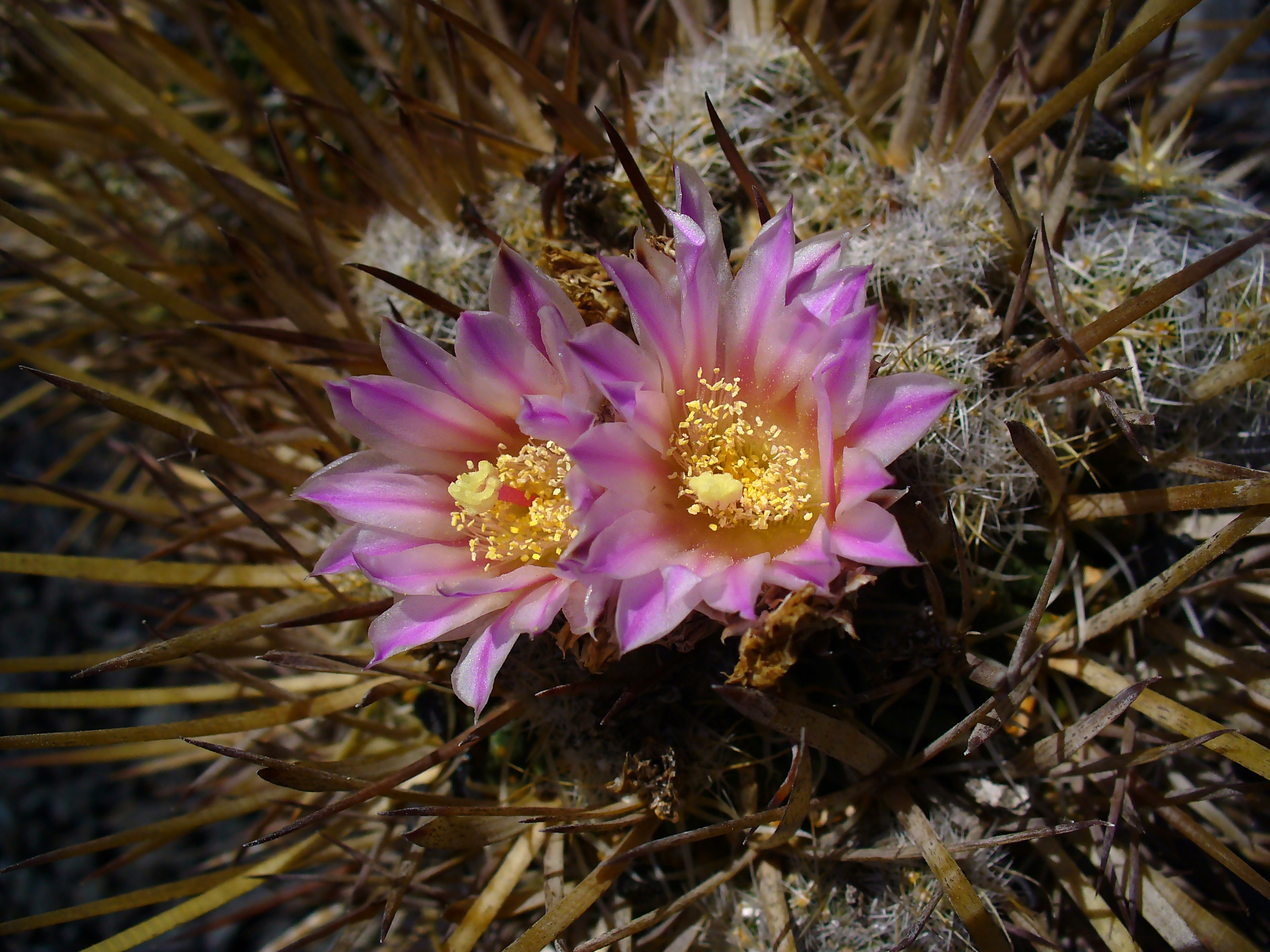
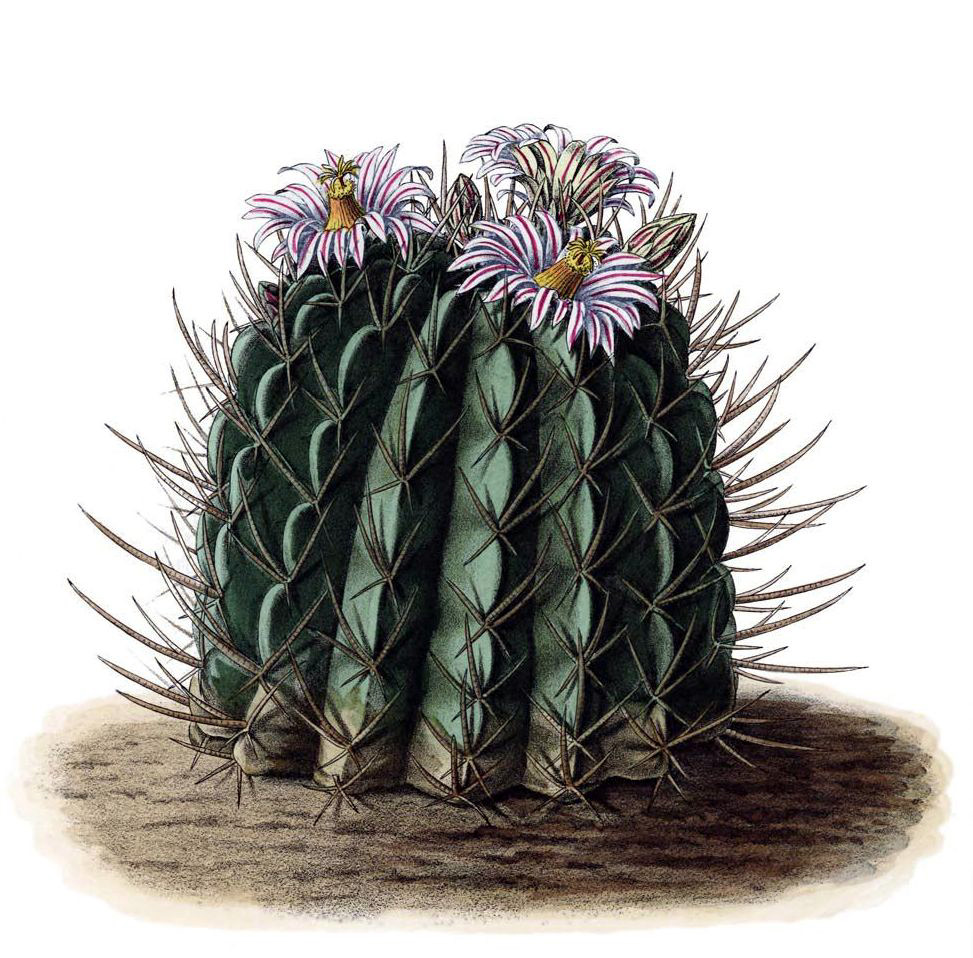